# Adar Poonawalla
Adar Poonawalla, född 14 januari 1981, är en indisk företagare.
Adar Poonawalla är son till Cyrus Poonawalla, som 1966 grundade det vaccintillverkande Serum Institute of India i Pune i Maharashtra i Indien, och sonson till Soli Poonawalla, som blev känd som uppfödare av kapplöpningshästar på det 1946 grundade och familjeägda Poonawalla Stud Farms i Pune.
Adar Poonawalla gick på Bishops School i Pune och St. Edmund's School i Canterbury i Storbritannien. Han utbildade sig därefter på University of Westminster i London, där han tog en kandidatexamen i företagsekonomi, och började 2001 arbeta inom familjeföretaget Serum Institute of India.
Han är sedan 2011 chef för Serum Institute of India. Under hans ledning köpte företaget 2012 Bilthoven Biologicals i Nederländerna.
Han är sedan 2006 gift med ekonomen Natasha Poonawalla (född 1981). Paret har två barn.